# アスパラギン酸アミノ基転移酵素
アスパラギン酸アミノ基転移酵素（アスパラギンさんアミノきてんいこうそ、Aspartate Aminotransferase, ART, EC 2.6.1.1）は、アスパラギン酸とα-ケトグルタル酸をオキサロ酢酸とグルタミン酸に相互変換する酵素である。AST（Aspartate transaminase）またはGOT（Glutamic Oxaloacetic Transaminase：グルタミン酸オキサロ酢酸トランスアミナーゼ）とも呼ばれる。
主にミトコンドリア内で働くm-ASTと細胞質基質で働くs-ASTに分類される。
人体では、肝細胞をはじめとして赤血球、心筋、骨格筋などに分布する。これらの細胞が破壊された場合には血液中に流出するため、血中濃度を測定することで肝障害などの程度を知ることができる（詳細は逸脱酵素を参照）。

## 臨床検査におけるAST
逸脱酵素としての性質から、肝機能障害の程度を評価する目的で血清中のAST濃度測定が行われる。ただし、肝障害のマーカーとしては、肝細胞が破壊し尽くされるとむしろ流出量は低下する点と、肝臓以外の障害（心筋梗塞や溶血性貧血）でも上昇しうる点に留意すべきである。肝臓に特異的という点では、ALT(GPT)も同時に評価することが有用となる。

### 基準値
単位は IU/l（国際単位/l）で示され、10 - 40程度が基準値となる。51以上になると精密検査が必要と判定され、医療機関への受診が強く推奨される（特に100以上の場合は早急な受診が必要である）。ただし、基準値内であれば「正常である」ということはできない。なお、基準値が検査機関や医療機関ごとに異なっていることに関し、施設間の差を無くす必要があると指摘されている。

### 異常値
肝炎、脂肪肝、肝硬変、肝腫瘍、などの肝疾患ではAST、ALTの上昇が特徴的であり、100以上、ときに500以上を示す。なかでも、アルコール性肝炎や肝硬変、肝腫瘍ではASTの上昇が目立ち、ウイルス性肝炎や脂肪肝ではALTの上昇が目立つとされている。膠原病の1種である多発性筋炎(PM)、皮膚筋炎(DM)でもAST(GOT)の上昇を認める。しかし、非アルコール性脂肪性肝疾患(NAFLD/NASH)では、有意な上昇を経ずに肝臓ガンを発症していることもある。
このほか、AST上昇時には心筋梗塞、溶血性貧血などが鑑別疾患にあがる（特にALTがあまり上昇せずASTのみが大きく上昇している場合）。採血時の溶血の可能性も考慮する必要がある。